# Ђорђе Бобић
Ђорђе Бобић (Београд, 7. јул 1939 — Београд, 19. април 2024) био је југословенски и српски архитекта и урбаниста.

## Биографија
Рођен је 1939. године у Београду, где је завршио основну школу и Пету београдску гимназију. Дипломирао је на Архитектонском факултету Универзитета у Београду, 1965. и следеће четири године радио архитектонске вежбе у Паризу. Поред архитектуре, бавио се и урбанизмом, највише у Београду, али исто тако и у Паризу, Сарајеву, Зеници, Москви, Скопљу, Нишу, Сочију и другим градовима.
Први архитектонски пројекат после студија био је крематоријум на Новом бежанијском гробљу на Новом Београду. Након тога радио је урбанистички план Београда, пројекат Светосавског платоа, реконструисао је пијацу Зелени венац, осмислио стрелиште у Титограду, спортску салу у Сплиту, рекреативни парк у Паризу, марину у Либији, комплекс хотела у Занзибару, хотел у Сочију и много тога другог.
Током педесетих година урадио је 300 урбанистичких и архитектонских пројеката,  учествовао на 40 јавних конкурса од којих је на 28 награђен, а 10 његових решења освојило је прву награду. Седамдесетих година био је један од оснивача ЦЕП-а, а главни архитекта Београда био јеу периоду од 2004. до 2008. године.
Добитник је Велике годишње награде Руске академије архитектуре 1997. године и Велике сребрне медаље Савеза архитеката Русије 1998. Аутор је бројних књига из области архитектуре и урбанизма, као и социологије града, укључујући књигу есеја Бележње по граду и дело Трагање за градом. Поред посла којим се бавио, изглагао је и као карикатуриста.
Бобић је истицао да од свега што је створио у архитектури, највише ценио пројекат породичног сплава на Ади Циганлији и једну од низа промењених фасада зграде Југословенског драмског позоришта.
Преминуо је 19. априла у Београду, после краће болести. Говорио је течно француски и енглески језик, а пасивно је знао руски.

## Дела
- Радни наслов : ! (2008)
- Бележење по Београду (2010) (књига есеја)
- Трагање за градом (2012) (аутобиографски приказ)
- Линије (2012) (књига цртежа)
- Архитектура у изнуди (2019) (књига цртежа)
- Дневник једног грађанина (2020) (књига цртежа)